# 9259 Янванпарадіс
9259 Янванпарадіс (9259 Janvanparadijs) — астероїд головного поясу, відкритий 29 вересня 1973 року.
Тіссеранів параметр щодо Юпітера — 3,396.